# Aramo, Syria
Aramo (tiếng Ả Rập: عرامو,'Aramo, tiếng Armenia: Արամօ, Aramo) là một ngôi làng Syria nằm ở Latakia Tỉnh phía tây bắc của đất nước. Aramo chỉ mới 30   km từ biển Địa Trung Hải. Theo Cục Thống kê Trung ương Syria, Aramo có dân số 490 người trong cuộc điều tra dân số năm 2004.

## Lịch sử
Ngôi làng là một phần của vương quốc Ugaritic và được đề cập là 'Arime trong kho lưu trữ của thành phố c. 1300 trước Công nguyên.

## Armenia
Ngôi làng được biết đến là nơi cư trú của người Armenia, nhưng vào năm 1947, họ đã rời đi với số lượng lớn đến Armenia Xô Viết. Bây giờ một vài gia đình sống ở đó. Thị trấn có một nhà thờ Armenia cổ có tên là Saint Stepanos được xây dựng vào năm 1310. Nó đứng giữa làng. Ngoài ra còn có một số nhà thờ nhỏ được khắc trong các tảng đá như nhà thờ Tông đồ Surp Asdvadzadzin và Surp Kevork Armenia Người Ả Rập Alawite cũng đến thăm hai nhà thờ đó.
Ngày nay, có một số ít cư dân Armenia ở Aramo, hầu hết nói tiếng Ả Rập.